# Betteshanger
Betteshanger est un village du Kent, en Angleterre.